# خوشه‌های خشم
خوشه‌های خشم یا انگورهای خشم (به انگلیسی: The Grapes of Wrath) یک رمان واقع‌گرای آمریکایی، نوشتهٔ جان استاین‌بک است که در ۱۹۳۹ منتشر شد. این کتاب برندهٔ جایزه ملی کتاب و جایزه پولیتزر برای داستان شد؛ و زمانی که استاین‌بک جایزه نوبل ادبیات را در ۱۹۶۲ دریافت کرد، به‌طور برجسته‌ای مورد اشاره قرار گرفت.
این رمان روایت‌گر جریانات رکود بزرگ اقتصادی و مهاجرت‌های ناشی از طوفان‌های بزرگ داست بول در دههٔ ۱۹۳۰ است و داستان خانواده‌ای کشاورز و اهل اکلاهاما، به نام «خانوادهٔ جود» که از وطن خود دور افتاده و مجبور به سفر به غرب و کالیفرنیا شده‌اند را پی می‌گیرد.
خوشه‌های خشم به دلیل میراث ماندگارش، اغلب در کلاس ادبیات دبیرستان و کالج‌های ایالات متحده آمریکا خوانده می‌شود.

## یادداشت نویسنده
هنگامی که استاین‌بک خودش را برای نگارش این رمان آماده می‌کرد، در یک یادداشت نوشت: «می‌خواهم حرامزاده‌های حریصی را که مسئول این [رکود بزرگ و اثرات آن] هستند، شرم‌زده کنم.» آثار او به دلیل همدردی با جنبش مهاجران و کارگران، طرفداران زیادی در بین طبقه کارگر به دست آورد.

## بازخورد منتقدان
جان تیمرمن، محقق آثار استاین‌بک، این کتاب را این‌طور خلاصه می‌کند: «خوشه‌های خشم، ممکن است کامل‌ترین رمان -در نقد، بررسی و کلاس‌های دانشگاهی- در ادبیات قرن بیستم آمریکا باشد.» به خوشه‌های خشم به عنوان «یک رمان بزرگ آمریکایی» اشاره شده‌است.
در زمان انتشار، رمان «خوشه‌های خشم» پدیده‌ای در مقیاس یک رویداد ملی بود. کتاب، توسط شهروندان آشکارا سوزانده می‌شد، در رادیو ملی مورد بحث قرار گرفت؛ اما مهم‌تر از همه خوانده شد. طبق گزارش نیویورک تایمز، این کتاب پر فروش‌ترین کتاب سال ۱۹۳۹ بود و تا فوریه ۱۹۴۰، چهارصد و سی هزار نسخه از آن چاپ شده بود. در همان ماه، با رای اعضای انجمن کتابفروشان آمریکا، به عنوان کتاب داستانی مورد علاقهٔ سال ۱۹۳۹ انتخاب شد. خیلی زود، بعد از برنده شدن جایزه پولیتزر برای داستان، نسخهٔ خدمات مسلح (کتاب‌های کوچک کاغذی داستانی و غیرداستانی که در طول جنگ جهانی دوم در ارتش آمریکا توزیع شدند) آن نیز دو بار چاپ شد.
این کتاب به دلیل ترسیم پرشور استاین‌بک از وضعیت بد فقرا، مورد توجه قرار گرفت و بسیاری از معاصران او به دیدگاه‌های سیاسی و اجتماعی وی حمله کردند. برایان کوردیاک نوشت: «استاین‌بک به عنوان یک مبلغ و یک سوسیالیست، از هر دو طرف چپ و راست طیف سیاسی مورد حمله قرار گرفت. شدیدترین این حملات، از سوی انجمن کشاورزان وابسته به کالیفرنیا انجام شد؛ آن‌ها از توزیع و نمایش این کتاب در کالیفرنیا ناراضی بودند؛ آن را به عنوان «یک بستهٔ دروغ» محکوم کرده و تبلیغات کومونیستی نامیدند.» بعضی‌ها هم استدلال کردند که کتاب او پر از نادرستی است. جان گاردنر در کتاب خود به نام هنر داستان (۱۹۸۴) از استاین‌بک به دلیل بی‌اطلاعی از دامداران کالیفرنیا انتقاد کرد: «شکست استاین‌بک در کتاب خوشه‌های خشم را شاهد باشید. این کتاب باید یکی از بهترین کتاب‌های آمریکا می‌بود، نه یک رمان بزرگ و محکم.»
در ۱۹۶۲، کمیته جایزه نوبل، از خوشه‌های خشم به عنوان «کار بزرگ» و یکی از دلایل اصلی کمیته برای اعطای جایزه نوبل ادبیات به استاین‌بک نام برد.
در ۱۹۹۹ نشریه لو موند، کتاب خوشه‌های خشم را در فهرست ۱۰۰ کتاب برتر قرن بیستم، در رتبه هفتم قرار داد. سال ۲۰۰۳ در بریتانیا و در نظرسنجی بی‌بی‌سی این کتاب در رتبه ۲۹ فهرست «بهترین رمان‌های دوست داشتنی ملت» قرار گرفت. سال ۲۰۰۵ مجله تایم این رمان را در فهرست «صد رمان برتر انگلیسی‌زبان» از ۱۹۲۳ تا  ۲۰۰۵ جای داده‌است. سال ۲۰۰۹، روزنامه دیلی تلگراف بریتانیا این رمان را در فهرست «صد رمانی که همه باید بخوانند» گنجاند.
رمان خوشه‌های خشم از زمان انتشار، با بحث‌های زیادی از جمله ممنوعیت کتاب و چالش‌های دیگر به دلایل مختلف سیاسی و مذهبی در ایالات متحده و سایر کشورها روبرو بوده‌است. تلاش‌های اولیه برای سرکوب و سانسور کتاب، به‌طور مستقیم الهام‌بخش انتشار منشور حقوق کتابخانه توسط انجمن کتابخانه آمریکا شد.

## اقتباس‌ها

### فیلم
این کتاب به سرعت به یک فیلم مشهور هالیوودی با همین نام در ۱۹۴۰ به کارگردانی جان فورد و با هنرنمایی هنری فوندا در نقش «تام جود» تبدیل شد. قسمت اول نسخهٔ فیلم، به‌طور دقیقی از کتاب پیروی می‌کند؛ با اینحال نیمهٔ دوم و پایان آن، تفاوت قابل توجهی با کتاب دارد. جان اسپرینگر در مورد هنری فوندا و نقش او در فیلم خوشه‌های خشم گفت: «رمان بزرگ آمریکایی، یکی از معدود فیلم‌های بادوام و بزرگ آمریکایی را ساخت.» فیلمنامه اقتباسی از این رمان را نانالی جانسون نوشته‌است که در مجموعه‌ای با عنوان «بهترین فیلمنامه‌های قرن بیستم» با ویرایش جان گاسنر و دادلی نیکولز در ۱۹۴۳ منتشر شده‌است.
سریال انیمیشن ژاپنی سگ‌های ولگرد بونگو شخصیتی بر اساس استاین‌بک را به تصویر می‌کشد که ابرقدرتش «خوشه‌های خشم» نام دارد.

### موسیقی
آهنگ دو قسمتی وودی گاتری - تام جود، قسمت‌های یک و دو - از آلبوم تصنیف داست بول (۱۹۴۰) زندگی قهرمان داستان پس از آزادی مشروط از زندان را بررسی می‌کند. سال ۱۹۸۸  اندی ارواین، هر دو بخش را به عنوان یک آهنگ - تام جود - در دومین آلبوم پاتریک استریت، با عنوان خیابان پاتریک شماره ۲ ضبط کرد.
آهنگ «اینجا دوباره آن رنگین‌کمان می‌آید» اثر کریس کریستوفرسون، بر اساس صحنه‌ای در یک غذاخوری کنار جاده است که در آن مردی یک قرص نان و دو آب نبات برای پسرانش می‌خرد.
گروه The Mission UK آهنگی با عنوان «خوشه‌های خشم» را در آلبوم خود حک شده در شن (۱۹۹۰) گنجاند.
گروه پراگرسیو راک کمل آلبومی با عنوان غبار و رؤیا (۱۹۹۱) با الهام از این رمان منتشر کرد.
بروس اسپرینگستین خواننده و ترانه‌سرای آمریکایی راک، یازدهمین آلبوم استودیویی خودش با نام روح تام جود (۱۹۹۵) را به نام این شخصیت (تام جود) نامگذاری کرد. اولین قطعه آلبوم نیز همین عنوان را دارد.

### تئاتر
در ۱۹۹۰، تئاتر «بازیکنان نامشروع» در شیکاگو، نمایش «انگور و آجیل» را اجرا کرد؛ ترکیبی بدیع و طنزآمیز از خوشه‌های خشم - با نام اصلی انگورهای خشم- و رمان تحسین‌شدهٔ استاین‌بک، موش‌ها و آدم‌ها.

## ترجمه به فارسی
این رمان به زبان فارسی ترجمه شده و با مشخصات زیر به چاپ رسیده است:
- ‏خ‍وش‍ه‌ه‍ای‌ خ‍ش‍م‌، ت‍رج‍مۀ شاهرخ مسکوب و ع‍ب‍دال‍رح‍ی‍م‌ اح‍م‍دی‌، ‏‫تهران‬‏‫: امیرکبیر‬‏‫، ‏‫‏۱۳۴۶.
- ‏خ‍وش‍ه‌ه‍ای‌ خ‍ش‍م‌، ت‍رج‍مۀ عبدالحسین شریفیان، تهران: ب‍زرگ‍م‍ه‍ر‏‫، ۱۳۶۸.
- ‏خ‍وش‍ه‌ه‍ای‌ خ‍ش‍م‌، ت‍رج‍مۀ اح‍م‍د طاه‍رک‍ی‍ش‌، مشهد: ارسطو‏‫، ۱۳۵۷.
- ‏خ‍وش‍ه‌ه‍ای‌ خ‍ش‍م‌، ترجمۀ غلامرضا اسکندری، تهران: نشر به‌سخن: انتشارات ‏‫مجید، ‏‫۱۳۹۵.
- ‏خ‍وش‍ه‌ه‍ای‌ خ‍ش‍م‌، ترجمۀ سیمین تاجدینی، تهران: آتیسا‏‫، ‏‫۱۳۹۸.
- ‏خ‍وش‍ه‌ه‍ای‌ خ‍ش‍م‌، ترجمۀ محمدصادق شریعتی، تهران: گویش نو‏‫، ۱۳۸۶.
- ‏خ‍وش‍ه‌ه‍ای‌ خ‍ش‍م‌، ترجمۀ سعید دوج، تهران: روزگار‏‫، ‏‫۱۳۹۷.
- ‏خ‍وش‍ه‌ه‍ای‌ خ‍ش‍م‌، ترجمۀ محمد جوادی، تهران: نشر چشمه‏‫، ۱۴۰۲.‬

همچنین چند نسخۀ تلخیص‌شده از این رمان به چاپ رسیده است: 
- ‏خ‍وش‍ه‌ه‍ای‌ خ‍ش‍م‌، تلخیص و ترجمۀ مصطفی جمشیدی، تهران: امیرکبیر، کتاب‌های جیبی‏‫، ۱۳۸۹.
- ‏خ‍وش‍ه‌ه‍ای‌ خ‍ش‍م‌، گردآوری و تلخیص گروه مترجمان انتشارات همشهری، تهران: روزنامۀ همشهری‏‫، ۱۳۸۷.
- ‏خ‍وش‍ه‌ه‍ای‌ خ‍ش‍م‌، خلاصه و تحلیل از گروهی از دانش‌آموختگان دانشگاه هاروارد، ترجمۀ مجید مصطفوی، تهران: روزنه‌کار، ‏‫۱۴۰۳.‬

## یادکردها

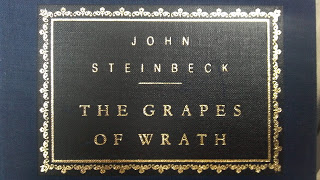
نمایی از جلد کتاب خوشه های خشم

1. ↑  The official publication date of April 14, 1939, was exactly four years to the day of the Black Sunday Storm, among the worst of the Dust Bowl dust storms, which, in real life, caused many Oklahomans to migrate to California in search of work.
2. ↑  1939 Book Awards Given by Critics: Elgin Groseclose's 'Ararat' is Picked as Work Which Failed to Get Due Recognition", The New York Times, February 14, 1940, page 25. ProQuest Historical Newspapers The New York Times (1851–2007).
3. 1 2  "The Pulitzer Prizes. Retrieved 8 September 2016". www.pulitzer.org (به انگلیسی). Retrieved 2023-05-17.
4. 1 2  Osterling, Anders. «"Nobel Prize in Literature 1962 – Presentation Speech"». NobelPrize.org (به انگلیسی). دریافت‌شده در ۲۰۲۳-۰۵-۱۷.
5. ↑  «The Big Read | The Grapes of Wrath». web.archive.org. ۲۰۱۲-۰۵-۳۱. بایگانی‌شده از اصلی در ۳۱ مه ۲۰۱۲. دریافت‌شده در ۲۰۲۳-۰۵-۱۷.
6. ↑  ""The long retreat of John Steinbeck"". Greenleft.org.au. September 6, 2016. (به انگلیسی). 2016-09-06. Retrieved 2023-05-17.
7. 1 2  «"20th-Century American Bestsellers: John Steinbeck, The Grapes of Wrath"». Graduate School of Library and Information Science, University of Illinois, Urbana-Champaign. Retrieved February 18, 2007. بایگانی‌شده از اصلی در ۷ مه ۲۰۱۶. دریافت‌شده در ۱۸ مه ۲۰۲۳.
8. ↑  «"The Grapes of Wrath Radio Show – Transcript"». www.neabigread.org. بایگانی‌شده از اصلی در ۱۷ ژوئیه ۲۰۱۱. دریافت‌شده در ۲۰۲۳-۰۵-۱۷.
9. ↑  Lisca, Peter (1958). "The Wide World of John Steinbeck". Brunswick, NJ: Rutgers University Press.
10. 1 2  "1939 Book Awards Given by Critics: Elgin Groseclose's 'Ararat' is Picked as Work Which Failed to Get Due Recognition", The New York Times, February 14, 1940, page 25. ProQuest Historical Newspapers The New York Times (1851–2007).
11. ↑  «"The Bible and the Grapes of Wrath"». semanticscholar.org. دریافت‌شده در ۲۰۲۳-۰۵-۱۷.
12. ↑  Gardner, John (1991) [1984]. The Art of Fiction: Notes on Craft for Young Writers (Vintage Books ed.). Vintage Books.
13. ↑  Lacayo، Richard (۲۰۱۰-۰۱-۰۶). «All-TIME 100 Novels: How We Picked the List» (به انگلیسی). Time. شاپا 0040-781X. دریافت‌شده در ۲۰۲۳-۰۵-۱۸.
14. ↑  Reporters، Telegraph (۲۰۲۲-۰۶-۰۵). «100 best books that make good holiday reads for summer 2022» (به انگلیسی). The Telegraph. شاپا 0307-1235. دریافت‌شده در ۲۰۲۳-۰۵-۱۸.
15. ↑  admin (2013-03-26). "Banned & Challenged Classics". Advocacy, Legislation & Issues (به انگلیسی). Retrieved 2023-05-18.
16. ↑  Neary, Lynn (September 30, 2008). «"Grapes of Wrath" and the Politics of Book Burning"». دریافت‌شده در مارس ۱۰, ۲۰۲۳.
17. ↑  Karolides, Nicholas (2006). «Literature Suppressed on Political Grounds».
18. ↑  Nixon, Rob. «"The Grapes of Wrath". This Month Spotlight. Turner Classic Movies». دریافت‌شده در سپتامبر ۲۲, ۲۰۱۰.
19. ↑  Johnson، Nunnally, (۱۹۴۳). The Grapes of Wrath, in Twenty Best Film Plays. Published by Crown Publishers , edited by John Gassner and Dudley Nichols, , .
20. ↑  Sleeve notes from No. 2 Patrick Street, Green Linnet SIF 1088, 1988.
21. ↑  Symynkywicz, Jeffery B. (2008). The Gospel According to Bruce Springsteen: Rock and Redemption, from Asbury Park to Magic. en:Westminster John Knox Press.
22. ↑  Bommer، Lawrence (۱۹۹۰-۱۱-۰۸). «"Lawrence Bommer, "Sending Up Steinbeck,"». Chicago Reader (به انگلیسی). دریافت‌شده در ۲۰۲۳-۰۵-۱۸.